# In Medias Res (альбом)
In Medias Res — дебютный официальный студийный альбом немецкой симфо-метал-группы Krypteria, выпущенный 25 июля 2005 года на лейбле EMI.

## Об альбоме
In Medias Res появился в продаже в формате CD-Extra, что позволило включить в альбом две видеозаписи: «Victoriam Speramus» и «Get the Hell Out of My Way». «Get the Hell Out of My Way» представляет собой концертную запись, а «Victoriam Speramus» является специально снятым видеоклипом.
Альбом поднялся до 66 позиции в немецких чартах и до 86 в австрийских.

## Список композиций
Слова и музыка всех песен — Крис Симонс и Крис Симонс, кроме отмеченных особо.
| №   | Название                   | Автор(ы)                   | Длительность |
| --- | -------------------------- | -------------------------- | ------------ |
| 1.  | «Victoriam Speramus»       |                            | 3:55         |
| 2.  | «Will You Be There for Me» |                            | 4:43         |
| 3.  | «Why»                      |                            | 4:43         |
| 4.  | «No More Lies»             |                            | 3:45         |
| 5.  | «Quae Laetitia»            |                            | 4:38         |
| 6.  | «Always and Forever»       |                            | 4:37         |
| 7.  | «Concordia»                |                            | 4:01         |
| 8.  | «Save Me»                  |                            | 3:26         |
| 9.  | «Animus Liber»             | Штюмфолль, Кушнерус        | 5:00         |
| 10. | «You & I»                  | Симонс, Джиин Чо, Кушнерус | 5:07         |
| 11. | «Going My Way»             |                            | 3:10         |
| 12. | «The Tears I Cry»          | Симонс, Джиин Чо, Кушнерус | 3:57         |

| №   | Название                                   | Длительность |
| --- | ------------------------------------------ | ------------ |
| 13. | «Carol of the Bells» (арр. Джордж Уинстон) | 2:48         |

| №   | Название                     | Длительность |
| --- | ---------------------------- | ------------ |
| 14. | «Victoriam Speramus»         |              |
| 15. | «Get the Hell Out of My Way» |              |

## Участники записи
- Джиин Чо — вокал
- Крис Симонс — гитара
- Фрэнк Штюмфолль — бас-гитара
- С. К. Кушнерус — ударные